# Campeonato Sul-Americano de Atletismo Júnior de 1992
O Campeonato Sul-Americano de Atletismo Júnior de 1992 foi a 24ª edição da competição de atletismo organizada pela CONSUDATLE para atletas com menos de vinte anos, classificados como júnior ou sub-20. O evento foi realizado em Lima, no Peru, entre 21 e 23 de agosto de 1992. Contou com cerca de 191 atletas de dez nacionalidades distribuídos em 41 eventos.

## Medalhistas
Esses foram os resultados do campeonato.

### Masculino
| Evento                      | Ouro                         | Ouro    | Prata                    | Prata   | Bronze                     | Bronze  |
| --------------------------- | ---------------------------- | ------- | ------------------------ | ------- | -------------------------- | ------- |
| 100 metros                  | Luis Vega (COL)              | 11.1    | Pablo Almeida (CHI)      | 11.1    | Clovis Schneider (BRA)     | 11.1    |
| 200 metros                  | Sebastián Keitel (CHI)       | 21.5    | Luis Vega (COL)          | 21.8    | Douglas Figueroa (VEN)     | 21.9    |
| 400 metros                  | Ronaldo dos Santos (BRA)     | 48.3    | Sebastián Keitel (CHI)   | 48.4    | Gustavo del Castillo (PAN) | 48.5    |
| 800 metros                  | Alexandre Oliveira (BRA)     | 1:52.6  | Mark Olivo (VEN)         | 1:52.7  | Márcio de Resende (BRA)    | 1:53.2  |
| 1 500 metros                | Mark Olivo (VEN)             | 3:53.8  | Jaciel da Silva (BRA)    | 3:54.1  | Néstor Nieves (VEN)        | 3:57.0  |
| 5 000 metros                | Emerson Vettori (BRA)        | 14:39.3 | Elías Bastos (BRA)       | 14:49.1 | Francisco Galindo (PER)    | 14:50.9 |
| 10 000 metros               | José Alejandro Semprún (VEN) | 30:32.6 | Elías Bastos (BRA)       | 30:40.4 | Jorge Chávez (PER)         | 30:43.2 |
| 10 km marcha atlética       | Jefferson Pérez (ECU)        | 45:31.2 | Reinaldo Rosario (VEN)   | 45:50.0 | João Sendeski (BRA)        | 46:31.5 |
| 3 000 metros com obstáculos | Emerson Vettori (BRA)        | 8:57.2  | Néstor Nieves (VEN)      | 9:05.1  | Jaciel da Silva (BRA)      | 9:06.0  |
| 110 metros barreiras        | Emerson Perín (BRA)          | 14.5    | Cleverson da Silva (BRA) | 14.6    | José Gregorio Turbay (VEN) | 14.9    |
| 400 metros barreiras        | Emerson da Silva (BRA)       | 51.9    | Víctor Mendoza (PER)     | 51.9    | Sérgio Ribeiro (BRA)       | 52.5    |
| 4×100 metros estafetas      | Brasil                       | 41.5    | Venezuela                | 41.8    | Colômbia                   | 42.5    |
| 4×400 metros estafetas      | Brasil                       | 3:15.4  | Colômbia                 | 3:15.9  | Chile                      | 3:24.6  |
| Salto em altura             | Hugo Muñoz (PER)             | 2.06    | Paulo Ruimar (BRA)       | 2.03    | Franco Moy (PER)           | 1.95    |
| Salto com vara              | Ricardo Diez (VEN)           | 4.30    | Luis Hidalgo (VEN)       | 4.30    | Andrés Fernández (CHI)     | 4.00    |
| Salto em comprimento        | Márcio da Cruz (BRA)         | 7.36    | Nelson Ferreira (BRA)    | 7.33    | Pedro Brao (VEN)           | 6.68    |
| Salto triplo                | Márcio da Cruz (BRA)         | 15.65   | Antônio da Costa (BRA)   | 14.94   | Franco Moy (PER)           | 14.82   |
| Arremesso de peso           | Yojer Medina (VEN)           | 16.77   | Simerio Teixeira (BRA)   | 14.44   | Juan Tello (PER)           | 14.24   |
| Lançamento de disco         | Yojer Medina (VEN)           | 48.40   | Juan Tello (PER)         | 42.10   | Antonio Consiglieri (PER)  | 40.90   |
| Lançamento do martelo       | Rodolfo García (VEN)         | 50.70   | Aloisio da Silva (BRA)   | 46.48   | Simerio Teixeira (BRA)     | 44.26   |
| Lançamento do dardo         | Nery Kennedy (PAR)           | 63.30   | Yojer Medina (VEN)       | 63.18   | Flavio de Souza (BRA)      | 60.38   |
| Decatlo                     | Alexis Recioy (URU)          | 5973    | Vinicius Barbosa (BRA)   | 5927    | Luis Rafael Mariño (VEN)   | 5772    |

### Feminino
| Evento                 | Ouro                    | Ouro    | Prata                       | Prata   | Bronze                          | Bronze  |
| ---------------------- | ----------------------- | ------- | --------------------------- | ------- | ------------------------------- | ------- |
| 100 metros             | Lucimar de Moura (BRA)  | 11.8    | Mônica Figueirêdo (BRA)     | 12.0    | Lisette Rondón (CHI)            | 12.0    |
| 200 metros             | Lucimar de Moura (BRA)  | 24.8    | Lisette Rondón (CHI)        | 24.9    | Mônica Figueirêdo (BRA)         | 24.9    |
| 400 metros             | Fátima dos Santos (BRA) | 55.0    | Andrea Hoelzel (CHI)        | 57.6    | Norma Pinheiro (BRA)            | 58.3    |
| 800 metros             | Fátima dos Santos (BRA) | 2:09.8  | Janeth Caizalitín (ECU)     | 2:11.3  | Clara Morales (CHI)             | 2:17.4  |
| 1 500 metros           | Janeth Caizalitín (ECU) | 4:37.1  | Clara Morales (CHI)         | 4:43.8  | Miriam Achote (ECU)             | 4:45.9  |
| 3 000 metros           | Janeth Caizalitín (ECU) | 9:53.4  | Bertha Vera (ECU)           | 10:09.6 | Fabiana Cristine da Silva (BRA) | 10:17.9 |
| 10 000 metros          | Bertha Vera (ECU)       | 37:41.5 | Carla Velásquez (BOL)       | 38:08.7 | Fabiana Cristine da Silva (BRA) | 38:09.3 |
| 5 km marcha atlética   | Miriam Ramón (ECU)      | 24:03.6 | Bertha Vera (ECU)           | 24:04.2 | Geovana Irusta (BOL)            | 24:33.2 |
| 100 metros barreiras   | Gilda Massa (PER)       | 14.2    | Antonina Santângelo (BRA)   | 14.4    | Marília de Souza (BRA)          | 14.5    |
| 400 metros barreiras   | Kelly de Oliveira (BRA) | 61.9    | Velma Rodallega (VEN)       | 65.1    | Marina Canelas (VEN)            | 65.2    |
| 4×100 metros estafetas | Brasil                  | 46.8    | Chile                       | 47.9    | Peru                            | 48.4    |
| 4×400 metros estafetas | Brasil                  | 3:47.4  | Chile                       | 3:55.0  | Equador                         | 4:01.2  |
| Salto em altura        | Teresa Rodríguez (VEN)  | 1.65    | Soledad Harambour (CHI)     | 1.65    | Luciane Dambacher (BRA)         | 1.62    |
| Salto em comprimento   | Gilda Massa (PER)       | 5.72    | Lucineide de Oliveira (BRA) | 5.69    | Claudia Valle (CHI)             | 5.44    |
| Salto triplo           | Adriana Matoso (BRA)    | 11.66   | Lucineide de Oliveira (BRA) | 11.64   | Karla Salazar (PER)             | 11.25   |
| Arremesso de peso      | Margit Wahlbrink (BRA)  | 13.20   | Nefertity Zurita (VEN)      | 12.55   | Neolanis Suárez (VEN)           | 11.66   |
| Lançamento de disco    | Neolanis Suárez (VEN)   | 40.64   | Nefertity Zurita (VEN)      | 38.44   | Neila Solange (BRA)             | 37.12   |
| Lançamento do dardo    | Zuleima Araméndiz (COL) | 50.92   | Patricia Alonso (VEN)       | 47.56   | Martha Rodríguez (VEN)          | 46.42   |
| Heptatlo               | Eliomara Carvalho (BRA) | 4511    | María Pesce (URU)           | 4280    | Samantha de Souza (BRA)         | 4196    |

## Quadro de medalhas (não oficial)
| Ordem | País      | Medalha de ouro | Medalha de prata | Medalha de bronze | Total |
| ----- | --------- | --------------- | ---------------- | ----------------- | ----- |
| 1     | Brasil    | 20              | 14               | 15                | 49    |
| 2     | Venezuela | 8               | 10               | 8                 | 26    |
| 3     | Equador   | 5               | 3                | 2                 | 10    |
| 4     | Peru      | 3               | 2                | 8                 | 13    |
| 5     | Colômbia  | 2               | 2                | 1                 | 5     |
| 6     | Chile     | 1               | 8                | 5                 | 14    |
| 7     | Uruguai   | 1               | 1                | 0                 | 2     |
| 8     | Paraguai  | 1               | 0                | 0                 | 1     |
| 9     | Bolívia   | 0               | 1                | 1                 | 2     |
| 10    | Panamá    | 0               | 0                | 1                 | 1     |

## Participantes (não oficial)
Uma contagem não oficial produziu o número de 191 atletas de dez países: 
| - Bolívia (9) - Brasil (44) - Chile (29) - Colômbia (9) - Equador (17) | - Panamá (4) - Paraguai (3) - Peru (45) - Uruguai (3) - Venezuela (28) |